# Butan (plin)
Butan je alkan, zapaljivi plin bez mirisa. Empirijska formula mu je C4H10. Postoje dva izomerna oblika butana, n-butan i izobutan. Izomerni oblici razlikuju se u svojim kemijskim i fizikalnim svojstvima. n-butan je potpuno hidrogenirani lanac četiri atoma ugljika: CH3CH2CH2CH3. Njegovo je vrelište na -0,6 °C. i-butan, izobutan ima formulu (CH3)3CH - 2-metilpropan. Vrelište mu je na -0,5 °C. Butan je sastojak zemnog plina i nafte. U širokoj primjeni dolazi kao gorivo u kućanstvu. Osim ove namjene izobutan se, ponajprije zbog napuštanja freonskih plinova, kao plin u rashladnim sustavima i tada se označava kao R600a.